# 羽曳野警察署
羽曳野警察署（はびきのけいさつしょ）は、大阪府警察が管轄する警察署の一つ。

## 所在地
- 大阪府羽曳野市誉田4丁目2番1号
  - 近鉄南大阪線 古市駅が最寄り駅である。または、近鉄バス「羽曳野警察署前」下車。徒歩スグ。

## 管轄区域
- 羽曳野市
- 藤井寺市

## 交番など

### 羽曳野市
- 伊賀交番 - 伊賀六丁目4番24号
- 恵我之荘交番 - 恵我之荘五丁目1番5号
- 郡戸交番 - 郡戸234番地の1
- 駒ヶ谷駅前駐在所 - 駒ｹ谷159番地の1
- 高鷲駅前交番 - 高鷲一丁目1番8号
- 西浦交番 - 西浦1029番地
- 野々上交番 - 野々上三丁目1番1号
- 白鳥交番 - 軽里三丁目3番25号
- 羽曳丘交番 - 羽曳が丘西二丁目6番1号

### 藤井寺市
- 大井交番 - 大井五丁目1番41号
- 沢田交番 - 沢田三丁目6番35号
- 津堂交番 - 小山六丁目6番26号
- 藤井寺駅前交番 - 春日丘一丁目8番1号
- 藤ヶ丘警ら連絡所ｰ藤ヶ丘2丁目にあったが、2010年頃に取り壊された。